# Martin Molin
Martin Molin, född 24 januari 1983 i Göteborg, är en svensk musiker, bandmedlem i Wintergatan, och var tidigare med i det nu nedlagda bandet Detektivbyrån. Han är uppvuxen på Kronoparken i Karlstad.
Molin studerade musik vid Musikmakarna i Örnsköldsvik. 2005 inspirerades han och hans bror Anders Molin att starta Detektivbyrån, efter att han hört La valse d'Amelie av Yann Tiersen. Deras första spelning gjorde de på Emmabodafestivalen, kort efter första EP:n Hemvägen, inför stor publik. Noterbara spelningar är på P3 Guld-galan, Göteborgs spårvagnar och runt om i världen med mera. Gruppen upplöstes 2010.
2011 skapade han, Evelina Hägglund, Marcus Sjöberg och David Zandén bandet Wintergatan. Gruppen blev viral efter att Molin byggt en musikmaskin spelad med hjälp av metallkulor, kallad Marble Machine. Efter att ha arbetat med maskinen i 14 månader släppte han en demonstrationsvideo 2016 som i maj 2025 har över 265 miljoner visningar på Youtube. Han meddelade därefter påbörjandet av en ny maskin, vid namn Marble Machine X. Molin har sedan dess dokumenterat byggprocessen på bandets Youtube-kanal i så kallade Wintergatan Wednesdays.
Martin Molin är multiinstrumentalist.